# Hans-Jochen Röhrig
Hans-Jochen Röhrig (Lipsia, 2 agosto 1943) è un attore tedesco.

## Carriera
Ha recitato nel suo primo spettacolo al Teatro Comunale di Lipsia (dal 1971 al 1973) e nel Teatro della città di Plauen  (dal 1973 al 1977). Dal 1977 al 2008 Hans-Jochen Röhrig è stato un membro del Teatro Hans Otto a Potsdam. Nel 2006-2007 ha interpretato vari ruoli in alcuni teatri tedeschi. Ha anche lavorato molti anni come serie lettura numerosi presso il Teatro Hans Otto, come "Märkische Matineen". Nel 2008−2009 ha interpretato Ludwig Adam, il maggiordomo privato di Annabelle Van Weyden, nella soap opera La strada per la felicità (Wege zum Glück) in 103 puntate.
Per i suoi successi artistici e contributi speciali al Teatro Hans Otto, nel 2005, Röhrig ricevette vari premi.

## Filmografia

### Cinema
- Veszélyes játékok, regia di Tamás Fejér (1980)
- Eine sonderbare Liebe, regia di Lothar Warneke (1984)
- Der Lude, regia di Horst E. Brandt (1984)

- Blonder Tango, regia di Lothar Warneke (1986)
- Der Traum vom Elch, regia di Siegfried Kühn (1986)
- Hasenherz, regia di Gunter Friedrich (1987)
- Einer trage des anderen Last, regia di Lothar Warneke (1988)
- Mit Leib und Seele, regia di Bernhard Stephan (1988)
- Der Bruch, regia di Frank Beyer (1989)
- Der Streit um des Esels Schatten, regia di Walter Beck (1990)
- Heute sterben immer nur die anderen, regia di Siegfried Kühn (1991)
- Farßmann, regia di Roland Oehme (1991)
- Trillertrine, regia di Karl-Heinz Lotz (1991)
- Der Brocken, regia di Vadim Glowna (1992)
- Stilles Land, regia di Andreas Dresen (1992)
- Baby, regia di Philipp Stölzl (2002)
- Preußisch Gangstar, regia di Irma Stelmach e Bartosz Werner (2007)
- Crashkurs, regia di Anika Wangard (2012)
- Rauch, regia di Franziska Krentzien - cortometraggio (2012)

### Televisione
- Und laß dir kein Unrecht gefallen, regia di Gunter Friedrich – film TV (1984)
- Sachsens Glanz und Preußens Gloria: Brühl, regia di Hans-Joachim Kasprzik – film TV (1985)
- Ernst Thälmann, regia di Ursula Bonhoff e Georg Schiemann – film TV (1986)
- Die ehrbaren Fünf, regia di Klaus Gendries – film TV (1989)
- Schulmeister Spitzbart, regia di Wolfgang Hübner – film TV (1989)
- Polizeiruf 110 – serie TV, episodi 19x08-21x02 (1989-1991)
- Mocca für den Tiger, regia di Thomas Nennstiel – film TV (1991)
- Tandem, regia di Bernhard Stephan – film TV (1991)
- Das große Fest, regia di Frank Beyer – film TV (1992)
- Hotel Interim, regia di Christoph Doering e Tayfun Bademsoy – film TV (1994)
- Antrag vom Ex, regia di Sven Unterwaldt Jr. – film TV (1999)
- Liebesau - die andere Heimat – miniserie TV, 4 puntate (2002)
- Mama und ich – serie TV, episodi 1x07-1x10 (2003)
- Alles Atze – serie TV, episodio 4x02 (2004)
- SOKO Wismar – serie TV, episodio 2x10 (2005)
- 14º Distretto (Großstadtrevier) – serie TV, episodio 19x14 (2005)
- Faber l'investigatore (Der Fahnder) – serie TV, episodio 12x02 (2005)
- Die Mandantin, regia di Marcus O. Rosenmüller – film TV (2005)
- Wir sind das Volk - Liebe kennt keine Grenzen, regia di Thomas Berger – film TV (2008)
- La strada per la felicità (Wege zum Glück) – serial TV, 103 episodi (2008-2009)
- Krimi.de – serie TV, episodio 9x02 (2013)